# Manos Chatzidakis
Manos Hatzidakis (řecky: Μάνος Χατζιδάκις; 23. října 1925, Xanthi – 15. června 1994, Athény) byl řecký hudební skladatel. Spolu s Mikisem Theodorakisem je klasikem žánru zvaného éntekhno, který kloubí prvky vážné hudby a řecké lidové hudby. Roku 1960 získal Oscara za nejlepší filmovou píseň, a to za skladbu v řeckém snímku Nikdy v neděli (Pote tin Kyriaki). Píseň nesla stejný název jako film (v řečtině je ale její název Děti z Pirea) a ve snímku ji zpívala Melina Mercouri, představitelka hlavní role. Bylo to poprvé v dějinách udílení Oscarů, kdy cenu získala píseň v neanglicky mluveném filmu. Zajímavostí je, že se Hatzidakis v pozdějších letech svého života své filmové a divadelní hudby zřekl.

## Život
Po rozvodu svých rodičů se v roce 1932 se svou matkou natrvalo přestěhoval do Athén. V roce 1938 jeho otec zemřel při letecké nehodě. Tato událost v kombinaci se začátkem druhé světové války přivedla rodinu do tíživé finanční situace. Mladý Hatzidakis si tak vydělával na živobytí jako přístavní dělník, prodavač ledu, zaměstnanec v obchodě s fotografiemi a jako ošetřovatel ve vojenské nemocnici. Zároveň si rozšiřoval hudební vzdělání a současně studoval filozofii na univerzitě v Aténách. Toto studium nikdy nedokončil, ale setkal se díky němu s mnoha hudebníky, spisovateli a intelektuály jako byli Jorgos Seferis, Odysseas Elytis nebo Angelos Sikelianos. Během závěrečného období okupace Řecka fašisty byl aktivním účastníkem řeckého odboje jakožto člen Spojené panhelenské organizaci mládeže (EPON), mládežnické pobočky hlavní odbojové organizace Fronta národního osvobození (Ethnikó Apeleftherotikó Métopo). Zde se setkal s Mikisem Theodorakisem, s nímž ho brzy spojilo silné přátelství.
Jeho hudební kariéra začala v divadle Karolose Kouna, s nímž poté spolupracoval patnáct let. Jeho první klavírní skladba vyšla v roce 1947. Roku 1948 vzbudil rozruch svou přednáškou, v níž vyjádřil obdiv k hudebnímu žánru rembetiko, který po řecko-turecké válce do Řecka přinesly hlavně uprchlíci z osmanských území, a který neměl dobrou pověst kvůli svému spojení s podsvětím. Teorii uvedl do praxe v roce 1951, když rembetiku adaptoval ve svém klavírním díle Šest populárních obrazů (Έξι Λαϊκές Ζωγραφιές), které bylo později také prezentováno jako lidový balet, a to v tanečním divadle, které Hatzidakis založil spolu s choreografem Rallou Manouem.
První filmovou hudbu napsal roku 1946 (Adoulotoi sklavoi), ale systematicky začal s filmem spolupracovat od roku 1954. Slávy došel zejména roku 1955, kdy napsal hudbu k filmu Michalise Kakojannise Stella. Melina Mercouri v něm zpívala filmovou skladbu Láska, která se stala dvousečným nožem (Αγάπη που 'γινες δίκοπο μαχαίρι), která se v Řecku stala hitem. V roce 1958 se setkal s Nanou Mouskouri, v níž našel „ideální interpretku“ svých populárních písní. Světovou slávu mu ale přinesla přece jen Mercouri, díky skladbě ve filmu Julese Dassina Nikdy v neděli, za niž dostal Oscara.
V roce 1962 produkoval muzikál Ulice snů (Οδός Ονείρων). Partituru k Aristofanovým Ptákům, kterou také napsal v té době, později zpracoval jako balet Maurice Béjart. V roce 1962 se stal autorem písně, kterou ve Spojených státech proslavila zpěvačka Brenda Lee pod názvem All Alone Am I. V roce 1964 vydal album 15 nešpor (Δεκαπέντε Εσπερινοί) se slavnou písní Pan Antonis (Ο Κυρ Αντώνης).
V roce 1966 odcestoval do New Yorku na premiéru Illya Darling, broadwayského muzikálu založeného na filmu Nikdy v neděli. Mezitím došlo v Řecku k vojenskému puči a nástupu vojenské diktatury, proto dlouho váhal s návratem. Ve Spojených státech dokončil několik dalších velkých skladeb, včetně Rythmologie pro sólový klavír. Vydal zde desku Gioconda's Smile (v produkci Quincyho Jonese) a cyklus písní Magnus Eroticus (Megalos Erotikos), ve kterém zhudebnil starověké básně Sapfó či Eurípida, úryvek ze starozákonní knihy Píseň písní i moderní poezii svých krajanů Dionysia Solomose, Konstantina Kavafise nebo Odyssea Elytise. Úspěch mělo i jeho LP Reflections nahrané s New York Rock & Roll Ensemble.
Do Řecka se vrátil v roce 1972. Po svržení junty roku 1974 se stal aktivním v řeckém veřejném životě a přijal řadu funkcí: v Athénském státním orchestru, Řecké národní opeře a veřejnoprávní vysílací společnosti Ellinikí Radiofonía Tileórasi. V roce 1985 založil vlastní nahrávací společnost Seirios.